# Achaïos II
Pour les articles homonymes, voir Achaïos.
Achaïos II (en grec ancien Ἀχαιός / Achaios) est un général séleucide qui a pris le titre royal dans les provinces anatoliennes. Il est vaincu et tué par Antiochos III en 213 av. J.-C.

## Biographie
Il est le fils d'Andromaque et le petit-fils d'Alexandre, petit-fils de Séleucos Ier. Sous Séleucos II, il est vainqueur d'Antiochos Hiérax en Anatolie. Il aide ensuite Séleucos III à reprendre les provinces dont le roi de Pergame s'est emparé. Il gouverne à partir de 221 av. J.-C. les provinces d'Anatolie détenues antérieurement par Antiochos Hiérax et usurpe le pouvoir royal après la mort de Séleucos II. Dans un premier temps, il est toléré par Antiochos III, dont il est un lointain cousin, mais celui-ci lance une campagne contre lui en 216. Achaïos est attaqué à Sardes (213) et trouve refuge dans son imprenable acropole, recevant l'aide de Sôsibios, le ministre de Ptolémée IV. Victime d'une trahison, il tombe entre les mains d'Antiochos et périt après un long supplice.